# 小金井市立小金井第三小学校
小金井市立小金井第三小学校（こがねいしりつ こがねいだいさんしょうがっこう）は、東京都小金井市に位置する小学校。

## 概要
1951年に同市にある小金井市立小金井第一小学校から独立し開校。

## 沿革
- 1951年 - 開校
- 1952年 - 校歌制定
- 1956年 - 校旗・校章制定
- 1961年 - プール完成
- 1962年 - 体育館落成
- 1966年 - 鉄筋製の3階建て校舎落成
- 1978年 - 鉄筋製の4階建て校舎落成
- 1989年 - 新体育館落成
- 2000年 - コンピュータ導入

## 教育目標
- 考える子ども
- 働く子ども
- 仲良くする子ども
- 体をきたえる子ども

## 通学区域
- 梶野町一丁目から五丁目の全域、緑町一丁目の全域、緑町二丁目1、2、6-10、15番、緑町五丁目の全域[1]

## 進学先中学校
- 公立中学校は、小金井市立緑中学校[2]

## 交通
- JR中央本線東小金井駅より徒歩７分